# Janusz Debis
Janusz Debis (ur. 1 grudnia 1942 roku w Nowej Wilejce koło Wilna) – polski artysta malarz, doktor habilitowany, profesor nadzwyczajny Wydziału Architektury Politechniki Białostockiej, nauczyciel akademicki Akademii Sztuk Pięknych w Warszawie, nauczyciel malarstwa i rysunku w Liceum Plastycznym im. Artura Grottgera w Supraślu.

## Życiorys
Został absolwentem Liceum Plastycznego w Supraślu. W 1970 ukończył studia na Wydziale Malarstwa Akademii Sztuk Pięknych w Warszawie w pracowniach prof. Antoniego Łyżwańskiego i prof. Aleksandra Kobzdeja. W tym samym roku został nauczycielem malarstwa i rysunku w Liceum Plastycznym w Supraślu. W 1976 rozpoczął pracę jako nauczyciel akademicki Politechniki Białostockiej w Instytucie Architektury. W 1985 został docentem w Akademii Sztuk Pięknych Warszawie. Uzyskał stopień doktora habilitowanego. W 1990 został profesorem nadzwyczajnym Wydziału Architektury Politechniki Białostockiej i kierownikiem Katedry Rysunku, Malarstwa i Rzeźby na tym wydziale.
W 2011 z okazji 40-lecia pracy twórczej w galerii Arsenał w Białymstoku odbyła się retrospektywna wystawa jego malarstwa.